# Roldanillo
Roldanillo è un comune della Colombia facente parte del dipartimento di Valle del Cauca. 
Il centro abitato venne fondato da Francisco Redondo Ponce de León nel 1576.